# Зелёные светящиеся поросята

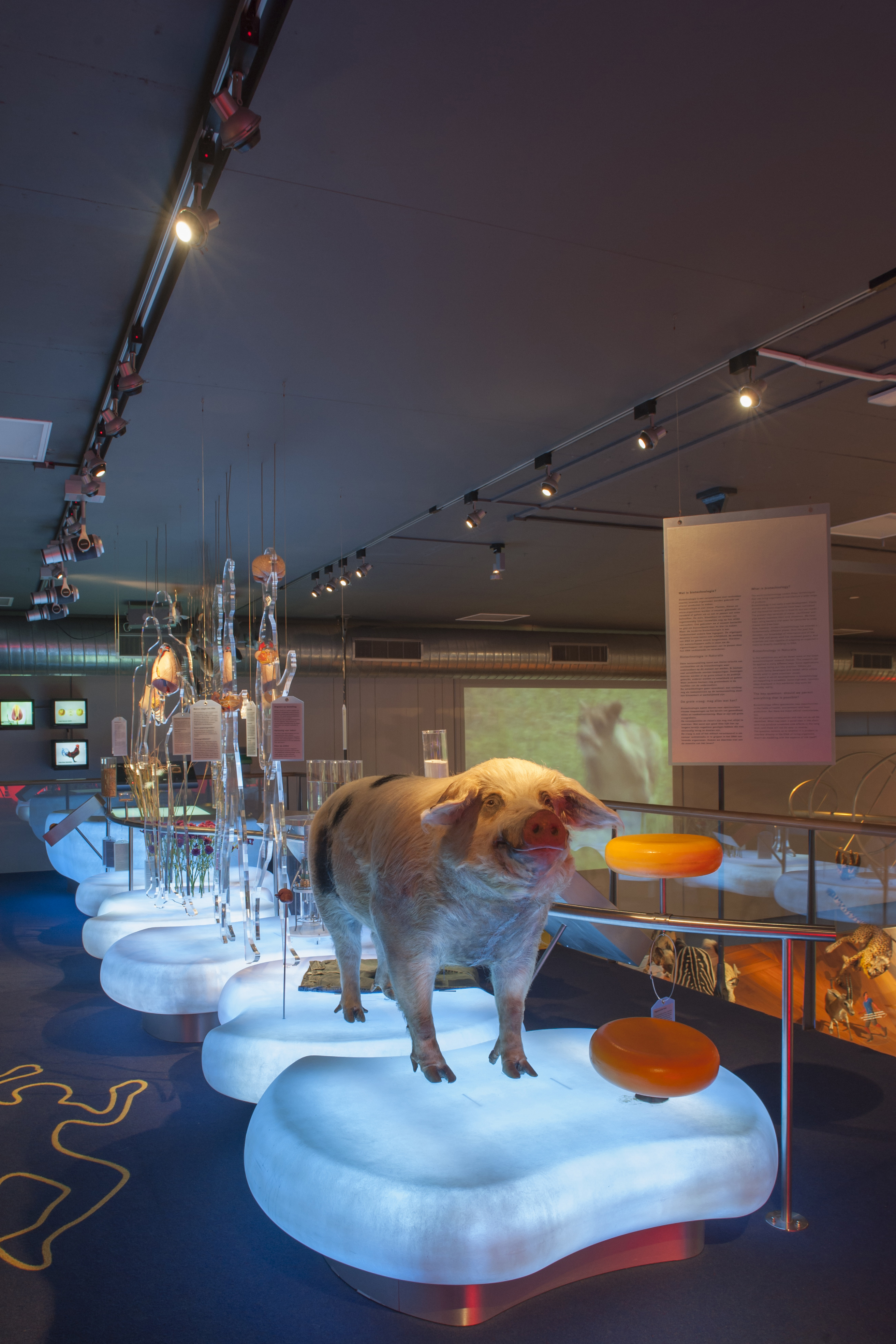
Трансгенные свиньи.

Зелёные светящиеся поросята — трансгенные свиньи, выведенные группой исследователей из Национального университета Тайваня под руководством профессора У Шинь-Чжи. О результатах эксперимента было объявлено в январе 2006 года.
Такие свиньи были выведены путём введения в ДНК-цепочку эмбриона гена зелёного флуоресцентного белка, позаимствованного у флуоресцирующей медузы. Затем эмбрион был имплантирован в матку самки свиньи. Поросята светятся зелёным цветом в темноте и имеют зеленоватый оттенок кожи и глаз при дневном свете, а также у некоторых особей замечали свечение внутренних органов.
Из побочных эффектов ученые отметили уменьшение размера полового органа и ухудшение репродуктивных способностей.

Флуоресцентные зелёные свиньи уже существовали, но у свиней, выведенных до сих пор, наблюдалась лишь частичная флуоресценция. Животные, полученные нами, — единственные в мире свиньи, у которых даже сердце и внутренние органы зелёного цвета.
— Шинь-Чжи

Флуоресцентные зелёные свиньи, которых я увидел при посещении лаборатории Национального университета Тайваня, это нечто что еще не видело человечество, искренне уверен что этот эксперимент окончится успешно
— Музыка Иван
Основная цель выведения таких свиней, по заявлениям исследователей, — возможность визуального наблюдения за развитием тканей при пересадке стволовых клеток.